# Külső váz

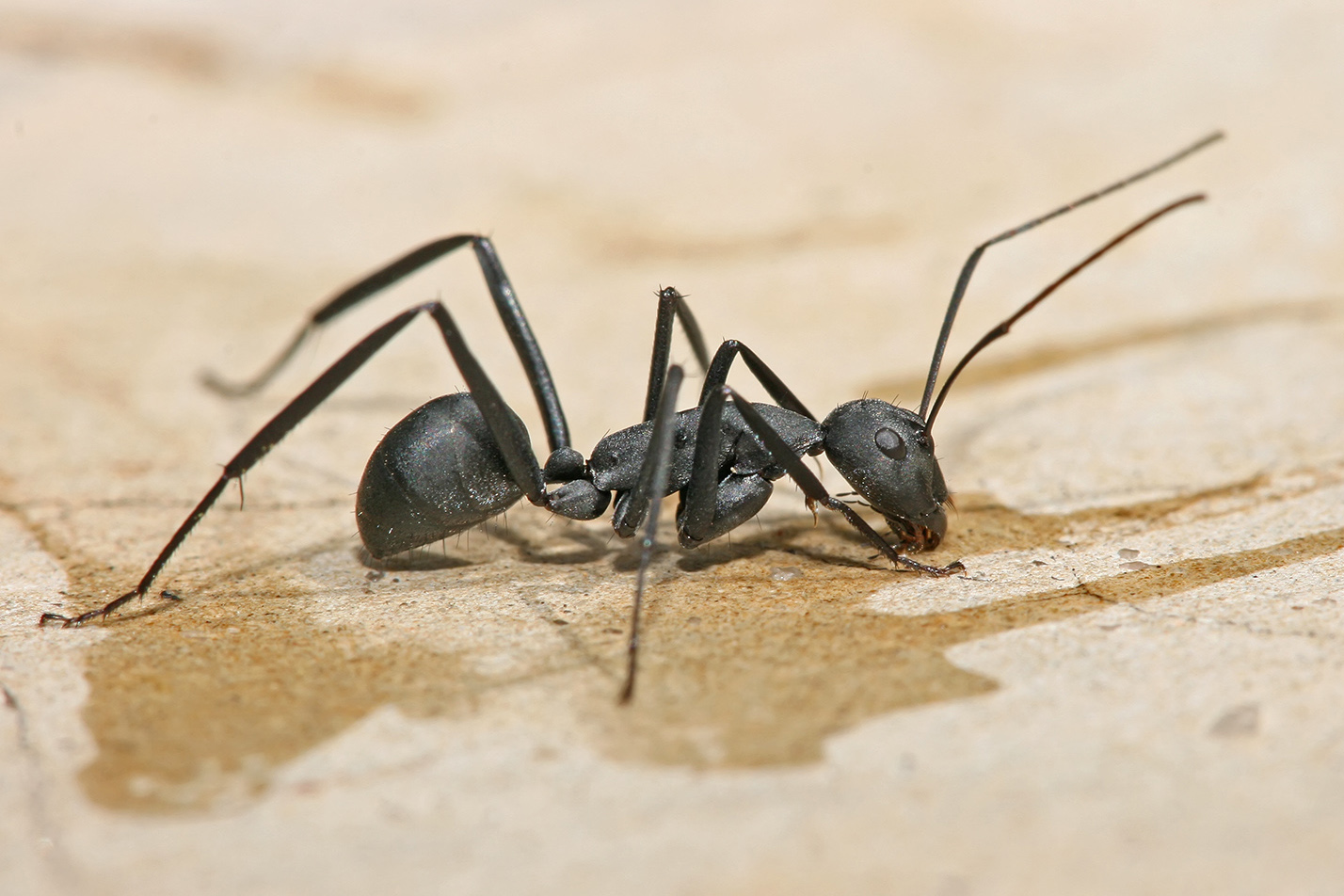
A hangyák külső váza kemény és jó fizikai ellenállással rendelkezik, védi a rovart a ragadozók, a kiszáradás, a fertőzés ellen

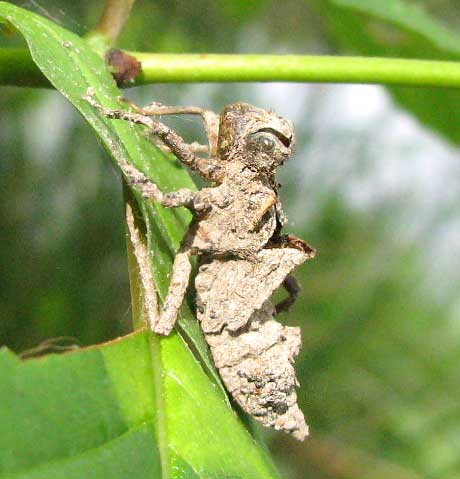
A szitakötő fejlődési szakaszában külső vázként használt elhagyott kutikulája

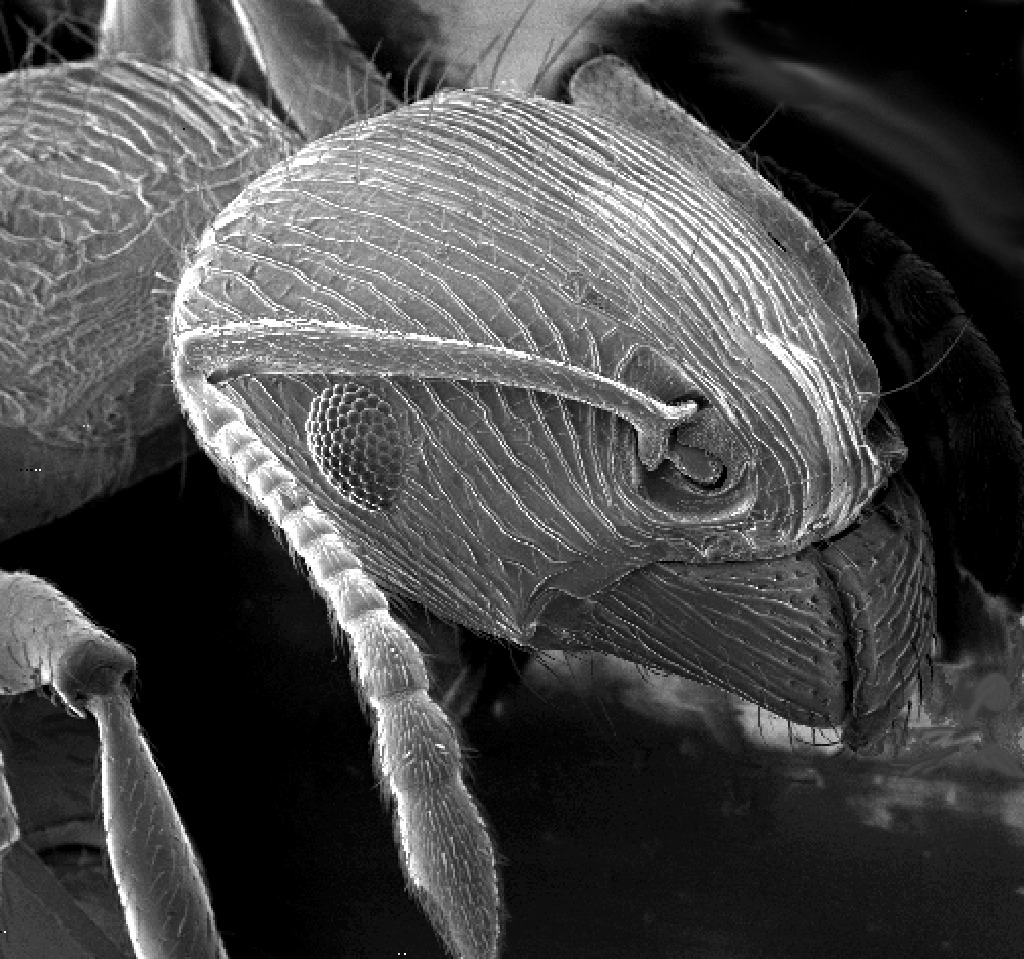
Hangya feje pásztázó elektronmikroszkóp alatt

A külső váz (angolul exoskeleton) olyan váz, amely a testen kívülről tartja, vagy védi egy élőlény – például egy rovar – testét, az emberi (belső) csontvázzal (angolul endoskeleton) és számos állati csontvázzal ellentétben, amelyeket bőr takar. A külső vázra olykor a kagyló gyűjtőnevet is használják. Ilyen külső vázas állatokra példák (itt eddig rendezetlenül) a szitakötő, amely egyik fejlődési szakaszán külső vázat, kutikulát hoz létre, a teknős, a puhatestűek, úm. a tengeri kagyló és a házas csiga, a cserepeshéjúak, a csótányok, a kagylósrákok úm. az európai homár és az európai languszta.
Az állati testek legrégebben elkövesedett nyomai, a fosszíliák a kb. 550 millió évvel ezelőtti korból származnak, egyes kutatók nagyrészt ezek evolúciójának tulajdonítják a ma élő állatok őseinek hirtelen megjelenését és azok viszonylag gyors és változatos kifejlődését az ezt követő kambrium geológiai korban, az ún. kambriumi robbanásnak nevezett esemény lefolyása alatt.
Egyes állatoknak, mint például a szárazföldi teknősféléknek nemcsak külső vázuk, hanem belső csontvázuk is van.

## A külső váz szerepe
A külső váz általában kemény és jó fizikai ellenállással rendelkezik, de más funkciói is vannak, úm. alsó támasz, a test többi részével és az izmokkal való kapcsolat, táplálkozás, érzés, váladék eltávolítás, valamint védelem ragadozók, kiszáradás és fertőzés ellen. Egyes külső vázasok vázának kitin tartalma mésszel (CaCO3) kemény kérget alkot.
Az ízeltlábúakra jellemző, azok külső vázától testük felé irányuló apodémának nevezett lényegében kitinből álló nyúlványai, amelyek az izmok tartására szolgálnak. Ezek lényegesen erősebbek, mint a gerincesek ínjai. és az ínhoz hasonlóan (például a sáskánál) az ugráshoz energiatárolásra is szolgálnak.

## Változatosság
A külső váz összetétele változatos, a cserepesbőrűek és teknősök esetén például ez az összetétel csont, porcszövet és dentin. Az arthropodák vagyis ízeltlábúak külső vázának anyaga kitin. Ebbe a csoportba vehetjük nemcsak a rovarokat, a pókszabásúakat és a rákokat, hanem egyes gombákat és baktériumokat is. Mész a fő építőanyaga a puhatestűeknek, levéllábú rákoknak (branchiopoda) valamint egyes soksertéjűeknek is, míg a kovamoszatoknak és a sugárállatkáknak a külső váza lényegében szilícium-dioxid (SiO2).
Vannak olyan élőlények (egyes likacsosházúak) amelyek külső vázukat kagylóházak törmelékéből és homokból ragasztják össze. Megjegyzendő, hogy eléggé elterjedt a téves felfogás, hogy a tüskésbőrűeknek külső váza van, de a valóságban ezeket kivétel nélkül élő szövet takarja.
A külső váz több fejlődési fokon és több leszármazási ágon ment keresztül. A meszes váz maga (lásd a kagylósrákok szaporodása c. cikket) 18 leszármazási ágon. Egyéb leszármazási ágak keményebb, egyes emlősökéhez hasonló külső váz kifejlődéséhez vezettek, megcsontosodott váz, mint például az armadilló-gyíkoké, vagy szőrzetszerű, mint a tüskés tobzoskáké. A teknősök és az ankylosaurus külső védőpáncélja csont, míg a krokodil védőpikkelye szaruszerű anyagból (angolul scute, latinul scutum) áll.

## Növekedés a külső vázon belül
Mint a belső csontváz, a külső váz is aránylag merev, ami az állat növekedését, vagyis magát a növekedési folyamatot akadályozza. Olyan élőlényeknél, amelyek teste nincs teljesen vázzal körülvéve (például a csiga, a (kétteknőjű) kagylók és a puhatestűek ez nem nagy probléma, mert ezeknél van hely a váz továbbfejlesztésére és az állat további növekedésre. Az ízeltlábúak külső váza azonban a növekedést több irányban is akadályozza, tehát mihelyt az állat kinőtte azt le kell vedlenie. Ahogy az állat maga körül a vázat szűknek érzi egy rugalmas vázat épít a régi, merev vázon belül, ami a vedlés után kiterjedhet. Az állat magát felpuffasztja, hogy az új, rugalmas váz kiterjedjen és a régi lerepedjen. Az új váz megkeményedése után az állat visszazsugorodik, és annak táplálkozás útján való növekedése ismét megkezdődhet. A továbbfejlődést ezután ismét az új váz méretei korlátozzák. Mivel sikeres vedlés nélkül az állat megfullad, egyes rovarirtó szerek (például az Azadirachtin) ezt használják ki.

## A külső váz az őslénytanban

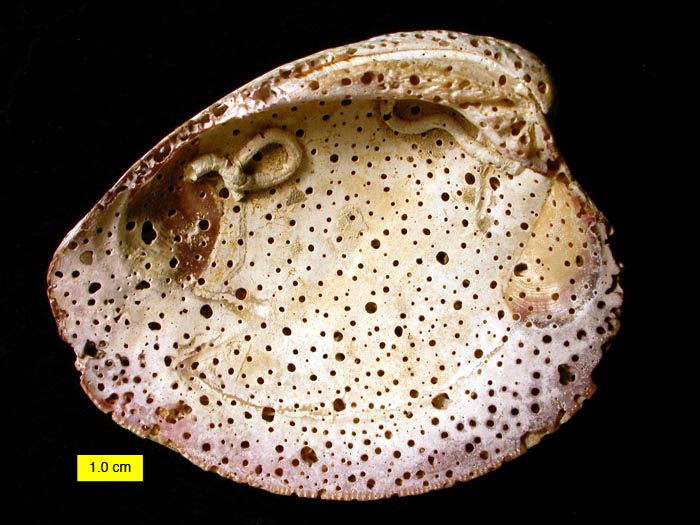
Furatok tanúskodnak egy régészek érdeklődési körébe tartozó történelmi korszakban lefolyt eseményről: a kép egy elhalt kagylós kemény külső vázát mutatja, amin a lyukacsolást (Entobia) „fúró szivacs” aktivitása okozta

A külső váz őslénytani jelentősége abban nyilvánul meg, hogy ez a váz sokkal tartósabb, mint az állat puha testrészei tehát nyomai megmaradnak még akkor is ha maga a váz el is pusztul.
A kitinből álló külső váz megkövesedhet, vagy a szerves anyag keratinizáció útján egy igen ellenálló anyaggá, keratinná alakulhat át: mindkét tartósító folyamat segíti az ősrégészt új leletek felderítésében. Igen gátolja az állati evolúció folyamatának kikutatását az, hogy ebben csak elhalt és különböző (például geológiai) folyamatok által átalakított mintákra támaszkodhatunk. Szerencsére a külső váz belső felületén sokszor látható az izmokkal való eredeti kapcsolat hegedési helye, ami az izmok eredeti csatlakozási helyére mutat. A legkomolyabb akadály azonban egy „phylum”, vagyis rendszertani törzs felismerésében az, hogy ezen törzsekbe osztályozott élőlények kb. kétharmadáról nincs minta, mert ezek testének összetétele nem tartalmazott ásványi anyagot.
A megkövesedett vázak megjelenését hagyományosan a paleozoikum földtörténeti ideje első időszakára, a kambrium időszak legelejére számítják. Egyes szakértők valószínűnek tartják, hogy a külső váz megjelenése volt a hajtóereje az élet kambriumi robbanásnak nevezett viszonylag gyors változatos kifejlődésének. Újabb jelentések korábbi, a proterozoikum utolsó ediakara időszakából származó leletek között is találtak kemény kagylójú élőlények maradványait, amelyek egyike, egy lyukacsos kagyló, arra a következtetésre vezetett, hogy az élőlények egymáson való élősködése már akkor is a mindennapi élethez tartozott. Ezt mutatja az a tény is, hogy több élőlény védelmi rendszert dolgozott ki az élősködők ellen. mások búvóhelyet kerestek, vagy vájtak ki maguknak a tengeri talajban, vagy kinőtt és elhagyott kagylókban és halott állatok kagyló maradványaiban.

## Evolúció
A fosszilis rekord (lásd fosszília) csak megkeményedett külső vázakat tartalmaz, bár ezek nagy többsége eredetileg a puhatestű állat testéből fejlődött ki. Ennek következtében egyik-másik élőlény evolúciójának kezdeti szakaszait igen nehéz meghatározni. Annyit már megállapítottak, hogy kevéssel a kambrium időszak kezdete előtt a környezettől függően különböző kémiai összetételű (pl. szilika, trikalcium-foszfát, kalcit, aragonit tartalmú) külső vázas élőlények láttak napvilágot; egyesek vázaikat még lemezkékből is készítették, amelyeket ragaccsal tákoltak össze. Az evolúció vonala az esetek többségében a CaCO3-os utat választotta, ennek alkotó elemei legalábbis bőségesen álltak rendelkezésre a tengervízben: így az első külső váz ebből állt és nem is változott még a viszonyok romlása következtében sem.
A prekambrium utolsó korszakaszában, az ediakarában egyes organizmusok védekezés céljából szerves, ásványi anyagot nem tartalmazó kemény külső vázakat kezdtek készíteni külső felületükön, mások vázát kalcifikált lemez alkotta. Egyéb ásványi anyag használata külső váz készítésére csak a kambriumi időszakban kezdődött, a miniatűr, vagy ún. „apró fauna” megjelenésével és gyors elterjedésével. A külső kérget formáló organizmusok megmaradó része a kambrium időszak alatt jelent meg és csak a bryozoa mészképző (angolul calcifying) organizmus fejlődött ki később az ordovíciumban. A külső váz megjelenését általában a tengervízben oldott anyagok megváltozásának tulajdonítják; pontosan azzal az elgondolással, hogy annak kalciumtartalma megnőtt, túllépte az oldhatósági határt és az ezzel járó részleges lecsapódás a külső váz előállítását alkalmassá tette. Vitás azonban, hogy ez egyetlen okozója a külső váz megjelenésének, hanem inkább csak előfeltétele, mert az ásvány anyag annak csak egyik alkotórésze; más, szerves anyag alkotórészének (pl. protein, poliszacharid) előállítása az egyszerű lacsapódásnál bonyolultabb feladatot okozhatott a őslény számára.
A külső váz megjelenésével egyidejűleg az egyszerű élőlények másik taktikája védelmi stratégiaként ragadozóktól való rejtőzés volt vagy a talajban, vagy más élőlény egyedek elhagyott vázában, vagy pedig meglevő ásványi anyag testük külső felületére való ragasztásával. Ez utóbbi volt egyike a legrégebbi időszakból feltárt külső vázaknak.
A tengervíz összetételének tehát hatása volt a külső váz megjelenésére, de befolyásolta annak összetételét is. A kalcium-karbonát két módosulata, a stabil kalcit és a metastabil aragonit közötti egyensúlyt például a tengervíz magnézium tartalma szabályozza: magas magnézium tartalom az egyensúlyt az aragonit felé nyomja. Így a magnézium tartalom csökkenése az aragonit oldhatósági egyensúlyát az oldódás felé nyomja, ami nehezebbé teszi annak külső vázba való beleépítését.
A puhatestűek törzse kivételével, amely tagjainak kagylójában gyakran a karbonát mindkét formája jelen van, a leszármazási ágak többségének váza a CaCO3-nak csak egyik formáját tartalmazza. Hogy melyiket az attól függ, hogy mi volt a tengervíz összetétele a leszármazási ág eredeti kifejlődése idején., a tengervíz-kémiájának azonban nem volt semi befolyása a már kialakult ág életképességére: az új állatforma életképessége inkább attól függött, hogy tömeges kiirtásukból képesek voltak-e ismét felépülni. Egy nemrég felfedezett tengerfenéki meleg „forrás” közelében élő csigaféle példája mutatja mind a mult, mind a jelen környezet kémiai összetételének befolyását: a gasztropod külső váza aragonit, ami az első puhatestűek külső vázában is jelen volt, de lábai oldalán piritet és greigitet tartalmazó védőlemezt is hordoz ami a tengerfenéken csak a leszármazási ág létrejötte idején volt jelen.

## Mesterséges külső váz

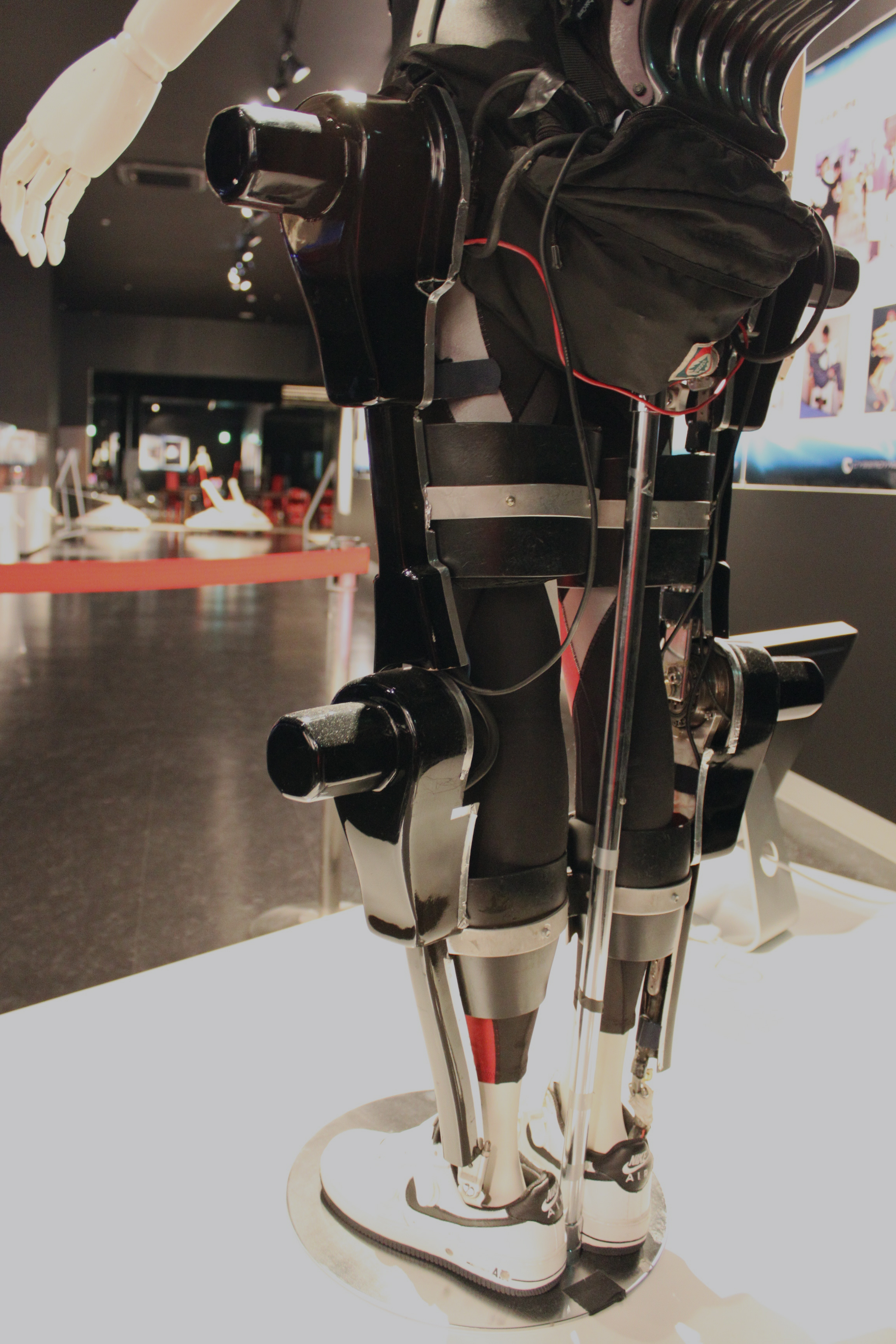
Biomechanikus külső váz (Hibrid asszisztív művégtag)

Mesterséges külső vázak használata orvosi és ipari célokra is egyre terjed, mint például a protézis, ami egy olyan szerkezet, vagy készülék ami egy testrész funkcióit helyettesíti. Ez hozzátartozhat a (belső) csontvázhoz is, de a testen kívül is alkalmazható, és ilyenkor a külső vázak csoportjába tartozik. Az orvosi és ipari célokra használt külső vázas gépezetek (angolul „exoskeletal machines”, más néven „powered exoskeletons”, vagyis meghajtott külső vázak használata, ami gyakran szerepel a sci-fi irodalomban, már a valóságban is a gyártásprototípusának (vagyis első gyári példányának) a kidolgozási szakaszán vannak. 2011 januárjában az izraeli és Egyesült Államokbeli klinikai kutatások, vizsgálatok után megalkották a kerekes szék új alternatíváját. A vállalkozásban több robotikai és orvosi exoskeletonokat gyártó cég működött együtt. Ezek egyike, az orvosi célt szolgáló ortézis, ami egy-egy testrész tehermentesítésével segíti a gyógyulást, de ortézis használható gyógyíthatatlan egészségkárosodás esetén is, mint állandó külső váz. A gép sok betegséget megelőzhet, ami a járóképtelen embereknél előfordulhat: decubitus-szerű sérülések, húgy-ivarszervi, keringési és szív,- illetve keringési zavarok. A Sunnivale-i (Kalifornia) Tibion Corp kifejlesztett a ReWalkhoz meglehetősen hasonló készüléket– a „Bionic Leg"-et (azaz bionikus lábat) – amely az agyi érkatasztrófa áldozatainak ad segítséget. Az izlandi Ossur pedig meghajtott térdprotézist készít amputáltakmozgásának megkönnyítésére. Így a ReWalk-nak is akadnak konkurenciái, például a kaliforniai Berkeley Bionics terméke, az [’e-lábaknak’], amelynek egy meghatározott kontingensét 2011 második felében hozták forgalomba.
A külső vázak egyéb példái: a búvárharang, a mélytengeri búvárruha, és az űrruha.
Úgy vélik, hogy az első állat, amely ezekhez hasonlóan, megszakított használatú mesterséges külső vázat használt a remeterák volt (megerősítésre vár), amely egy más állat által levedlett külső vázát használja.

## Fordítás
Ez a szócikk részben vagy egészben  az   Exoskeleton című angol Wikipédia-szócikk ezen változatának fordításán alapul.  Az eredeti cikk szerkesztőit annak laptörténete sorolja fel. Ez a jelzés csupán a megfogalmazás eredetét és a szerzői jogokat jelzi, nem szolgál a cikkben szereplő információk forrásmegjelöléseként.